# Acronicta postmarginata
Acronicta postmarginata är en fjärilsart som beskrevs av Barend J. Lempke 1964. Acronicta postmarginata ingår i släktet Acronicta och familjen nattflyn. Inga underarter finns listade i Catalogue of Life.